# リリカ・クラス
リリカ・クラス(Lirica-class)とはMSCクルーズで運航されている5万トン級のクルーズ客船の事。厳密に言えばネームタイプではなく、ややこしい歴史を持っている。

## 船隊
- MSCリリカ:2003年6月就航
- MSCオペラ:2004年6月就航
- MSCアルモニア:2001年6月就航(フェスティバル・クルーズ時)
- MSCシンフォニア:2002年4月就航(フェスティバル・クルーズ時)
- グランド・ミストラル(ミストラル):1999年就航

## 略歴
元々は1999年にフェスティバル・クルーズによって建造されたミストラル(47,276トン)が原型で、本来はミストラル級というべき船である。その後、2001年にヨーロピアン・ヴィジョン、2002年にはヨーロピアン・スターズと同型船が建造されていったが、2004年にフェスティバルクルーズが破綻、船隊は競売にかけられて、ミストラルはIberocrucerosに売却(グランド・ミストラルに改名)ヨーロピアン・ヴィジョンとヨーロピアン・スターズはMSCクルーズに売却され、アルモニアとシンフォニアに改名された。そして、ミストラルの設計を用いてMSCの新規船として建造されたのがリリカとオペラである。そのような経緯もあってか、就航はアルモニアとシンフォニアの方が早いのだが、MSCクルーズのパンフレットではリリカ・クラスと表記されており、本稿もそれに従っている。
このため、アルモニアとシンフォニア、オペラとリリカではデザインが微妙に違っている。

## データ

### アルモニア・シンフォニア
- 総トン数:58,625トン
- 全長:251.25m
- 全幅:28.8m
- 巡航速力:21ノット
- 乗客デッキ:9層
- 客室:777室
- 乗客数(2名1室換算):1,554名
- 乗員:700名

### リリカ・オペラ
- 総トン数:59,058トン
- 全長:251.25m
- 全幅:28.8m
- 巡航速力:21ノット
- 乗客デッキ:9層
- 客室:780室(オペラ856室)
- 乗客数(2名1室換算):1,560名(オペラ1,712名)
- 乗員:700名(オペラ720～740名)

## 特徴
- ファンネルが後方に寄っているのと、船尾部分が崖のように垂直に切り立ったようなデザインをしている。アルモニア・シンフォニアに比べて、リリカ・オペラのファンネルが大きい。
- 90年代後半の設計でありながら、バルコニー付きの客室が少ないのが特徴で、アルモニア・シンフォニア・リリカにおいてはバルコニー付きスタンダードの設定がなく、海側スタンダードの上はスィートになる。オペラはスィートの数を減らしてバルコニー付きスタンダードが増設されており、その分だけリリカよりも客室数と定員数が増えている。
- 客室の面積は内側・海側の客室で13平方メートルほど、スィートでも22から23平方メートルという狭さである。スタンダードはともかく、スィートは必要なものは一通りそろっているとはいえ、貴賓室という翻訳するには寂しすぎるきらいがある。

## トピックス
- 内田康夫の浅見光彦シリーズの一つである貴賓室の怪人「飛鳥」編、原作では飛鳥が舞台なのだが、2002年2月5日放映のドラマ版ではフェスティバル時代のミストラルが舞台になっている。
- 2001年のジェノバで行われたG8サミットでは宿泊船の一つとしてヨーロッパ・ヴィジョン(アルモニア)が使われた。宿泊者にはジョージ・W・ブッシュや小泉純一郎がいる。